# 摩擦攪拌接合
摩擦攪拌接合（まさつかくはんせつごう）とは、先端に突起のある円筒状の工具を回転させながら強い力で押し付けることで突起部（プローブと言う）を接合させる部材（母材）の接合部に貫入させ、これによって摩擦熱を発生させて母材を軟化させるとともに、工具の回転力によって接合部周辺を塑性流動させて練り混ぜることで複数の部材を一体化させる接合法と、ナイフ状ツールを接合部に挟んで往復動させその摩擦熱で部材を接合する方法、接合する部材そのものを被接合物に押しつけて往復動させ、その摩擦熱で接合する方法などがある。英語ではFSW（Friction Stir Welding）と呼ばれ、直訳した摩擦攪拌溶接という用語が使用される場合もある。

## 歴史
この接合法は、英国のTWI（The Welding Institute）によって発明された。この接合法に関する最初の特許出願は、1991年12月6日に日本、アメリカ、ヨーロッパの3ヵ所で行われ、1995年10月25日にアメリカ、同年11月8日にヨーロッパ、1997年11月30日に日本で特許が確定した。日本特許第2712838号。特許請求範囲としては、先端にプローブという突出部を有する回転ツールを接合部に挿入し回転させながら接合線に沿って移動する方法と、プローブ先端にボビンと言う裏当て部を有するいわゆるボビン式、ナイフ状ツールを接合部に挿入して往復動をさせながら移動して接合する往復動式の、計３種類の方法が記載されている。特許は特許出願日から20年間有効である。

## 概要
接合可能の部材は軟化温度が比較的低い軽金属が多い。アルミニウム合金では、非熱処理型アルミニウム合金の1000系、5000系だけではなく、難接合材の熱処理型アルミニウム合金の2000系、6000系、7000系、鋳造材のADC12が接合可能という報告がある。アルミニウム以外でも、マグネシウム合金のAZ31、AZ61、チタンとその合金、銅とその合金、軟鋼、ステンレス鋼、亜鉛、鉛、プラスチックで接合可能という報告もあり、その適用範囲も工具形状、工具材質や接合装置などの改良を繰り返し拡大している。
また、異材接手にも適用可能であり、異種アルミ合金、アルミー鉄、アルミーステンレス鋼などの接合も可能である。
従来に実績のない接合法であり、名称、プロセスなど、ISO25239　Friction Stir Welding-Aluminum Part1～５、にて規定された。日本でもそれを受けて　JISZ3608 摩擦かくはん接合が規定されている。

### 特徴
アーク溶接、レーザー溶接などの溶融溶接と比較した場合の特徴は以下のとおりである。
長所
- 部材の溶融を伴わない為、材料の溶融→再凝固というプロセスが無く、また接合時の温度も低いので、接合部の熱影響を抑制できる。再凝固に伴う粒界割れが生じない。
- その為、溶接歪が少ない。
- 溶接残留応力も少なく、応力腐食割れが起きにくい。
- 接合時金属材料は撹拌されるため、結晶粒は微細化されており、接合部の靭性が向上する。
- アークやレーザーによる溶融ではないため、アークの不安定性や、レーザーの出力低下やレーザー光反射などの影響が少なく安定した接合が得られるため、溶接プロセスの機械化、自動化に適する。
- シールドガスが不要である。
- 溶接環境の変化に強く、水中でも接合できる。
- 溶加材が不要である。
- 騒音や粉塵の発生を低減できる。また、アーク光、ヒュームが発生しない。

短所
- 直線状の溶接線に適し、複雑な形状の部材を接合するのに不向き。
- 溶接起点には欠陥ができやすい。接合条件によっては起点からの欠陥をひきずり長大な連続欠陥となることがある。
- 溶接終点にはプローブの抜き穴が残る。
- 開先精度、特にギャップ精度を要求する。従い接合部材をしっかり固定でき、ツールの圧下力に耐える剛性の高い治具が必要。
- 開先ギャップが大きい場合、接合部が凹状になる。
- 融点の高い金属部材に適用するには、ツールに特殊な高融点材料を使用する必要があり、その寿命も短くなる。
- 攪拌不良やウォームホール発生等の内部欠陥の検出には、超音波探傷などが必要となる。

## 用途

### 鉄道車両
日本における摩擦攪拌接合の実用例は、日本車輌製造や日立製作所（笠戸事業所）、川崎車両がアルミ製鉄道車両構体の接合に用いている。
1997年から製造が開始された東京都交通局（都営地下鉄）大江戸線用の12-000形3次車が、日本国内の鉄道車両で初めての摩擦攪拌接合の適用事例である。

### 宇宙
三菱重工業がアルミ製のH-IIBロケット推進剤タンク製造に用いた例。

### 自動車
本田技研工業がフィットEVのアルミニウム製サブフレームやFCXクラリティのアルミニウム製燃料電池フレームに適用した例がある。

### 船舶
国外ではヨーロッパにおいて高速フェリーへの適用例があり、近年では大型クルーズ客船においても適用されている。
また、国策でテクノスーパーライナー（TSL）として三井造船により建造され、小笠原航路への就航が予定されていた「スーパーライナーおがさわら」でも、上部構造体の接合に同技術が用いられていた。

### 航空
航空機へのFSW適用は国外で古くから検討されていたが、飛行の安全に直接影響しない部位に限られていた。日本国内においては富士重工業（現・SUBARU）が無人航空機へ適用したのが初めてであるが、有人航空機への採用は皆無である。
ロールス・ロイスが航空機向けのターボファンエンジン、「トレント」の、中空チタンファンブレードの製造に使用している。

### 土木構造物
浮体式生産貯蔵積出設備（FLNG）のアルミ製のLNGタンクは、高いスロッシング対策が必要なことから、適用を進めている。
軽量なメリットを生かし、横断歩道橋の床板への適用も行われている。

### 応用など
また、摩擦攪拌接合を点接合に応用したFSJ（Friction Spot Joining、摩擦点接合）という技術を、マツダがRX-8や3代目ロードスター（2005年8月発表）に採用している。
異種金属では、電蝕の懸念がある。本田技研工業のアコードのフロントサブフレーム（亜鉛メッキ鋼板とアルミニウムのハイブリッド構造）への適用例では、鋼板表面にシリコン系のシール材を塗布することで腐食を予防していた。